# 彼得·孫
彼得·孫（英語：Peter Sohn，1977年10月18日—）是一名美國動畫師、電影導演、分鏡師以及配音員，在2000年起於皮克斯動畫工作室工作。

## 早期生活
彼得·孫出生於紐約市布朗克斯，並在紐約市長大。父母是韓僑。
他於1995年從高中畢業。在就讀加州藝術學院期間找到了一份暑期工作，為布萊德·博德的動畫電影《鐵巨人》（1999年）擔任動畫師。

## 個人生活
彼得·孫與他在加州藝術學院認識的藝術家安娜·錢伯斯（Anna Chambers）結婚。後來彼得·孫在製作《元素方城市》時，便將自己和妻子相識結婚的經歷，融入電影創作中。

## 作品

### 導演
- 《晴時多雲》（2009年；短片）
- 《恐龍當家》（2015年；長片）
- 《元素方城市》（2023年；長片）

### 其他
- 《鐵巨人》（1999年；動畫師）
- 《海底總動員》（2003年；分鏡）
- 《超人特攻隊》（2004年；分鏡、動畫師）
- 《料理鼠王》（2007年；分鏡、動畫師）
- 《瓦力》（2008年；分鏡）
- 《天外奇蹟》（2009年；分鏡）
- 《勇敢傳說》（2012年；分鏡）
- 《恐龍當家》（2015年；故事）
- 《路卡的夏天》（2021年）（執行製片人）